# دون هايوارد
دون هايوارد هو سياسي أسترالي، ولد في 26 سبتمبر 1932 في بروكن هيل في أستراليا. انتخب عضو الجمعية التشريعية  في فيكتوريا ‏.